# Portrait de Paquius Proculus et son épouse
Le portrait de Paquius Proculus et son épouse est le nom donné à une fresque, datée entre 20 et 30, retrouvée dans la casa di Pansa lors des fouilles archéologiques de Pompéi, détachée de son support et conservée au musée archéologique national de Naples. Elle est souvent reproduite et illustre fréquemment les documents touristiques sur Pompéi.

## Description
D'un auteur inconnu, la fresque représente un couple de bourgeois de Pompéi, probablement mari et femme. Ils sont communément appelés « Paquius Proculus et son épouse », en raison d'une inscription trouvée à l'extérieur de la maison. En réalité, il s'agirait du boulanger Terentius Neo, comme le révèle le graffito découvert à l'intérieur de la maison, alors que l'inscription extérieure serait un texte de propagande électorale en faveur de Paquius Proculus, élu effectivement, ensuite, duumvir de Pompéi.
Sur la fresque, le boulanger – qui possédait son pistrinum (moulin à farine) sur la via dell'Abbondanza – est représenté vêtu d'une toge qui marque le rang de citoyen romain. En outre, les traits physiques des deux personnages dessinés trahiraient des origines samnites, ce qui expliquerait le désir d'ostentation des deux personnages. L'homme  serre un rouleau de papyrus, alors que la femme tient en mains des tablettes de cire suggérant que l'homme s'occupait d'activités publiques ou culturelles et que son épouse s'attachait à l'administration des affaires domestiques : en effet, les tablettes de cire découvertes à Pompéi, qui conservent encore des traces d'inscription, ont toutes un caractère commercial et économique (contrats de location, recettes, reçus de ventes, notes de crédit ou de débit, etc.)